# Natalja Bratuhhina
Natalja Bratuhhina (* 7. Dezember 1987 in Narva) ist eine ehemalige estnische Volleyball- und Beachvolleyballspielerin. Sie wurde mehrfache estnische Meisterin sowohl in der Halle als auch im Sand.

## Karriere
Natalja Bratuhhina erreichte mit ihrer Schwester Polina bei der Jugend-Weltmeisterschaft 2005 in Saint-Quay-Portrieux und bei der Junioren-WM 2007 in Modena die Plätze neun und fünf. Von 2007 bis 2009 spielte sie mit Mari-Liis Graumann. Das Duo gewann 2008 das Satellite-Turnier in Danzig. 2009 absolvierte sie einige Turniere mit Kadri Puri, ehe sie bei der U23-Europameisterschaft in Jantarny wieder mit Polina antrat und Fünfte wurde. Seitdem bilden die estnischen Schwestern ein festes Duo. Bei der Europameisterschaft 2011 kamen sie als Gruppendritte in die erste Hauptrunde und unterlagen den Niederländerinnen Stiekema/Braakman.